# Panneau d'interdiction d'accès aux véhicules à moteur en France
Le panneau de signalisation routière français circulaire à fond blanc, bordé d’une couronne rouge, barré d’une diagonale rouge orientée vers la gauche et portant de part et d'autre de cette barre un pictogramme noir représentant une voiture, une moto et un cyclomoteur signale à l’usager une interdiction d'accès d’une rue ou d’un espace ouvert à la circulation à tous les véhicules à moteur. Ce panneau est codifié B7b.
Lorsque sont exclus de cette interdiction les cyclomoteurs, c’est le panneau B7a, avec la représentation uniquement d'une voiture et d'une moto, qui est utilisé.

## Usage
Ce panneau est utilisé lorsque l’on veut interdire la circulation des véhicules à moteur.
Cette interdiction ne concerne pas les véhicules sans moteur (cyclistes notamment).

Exemples d’utilisation des panneaux B7a et B7b
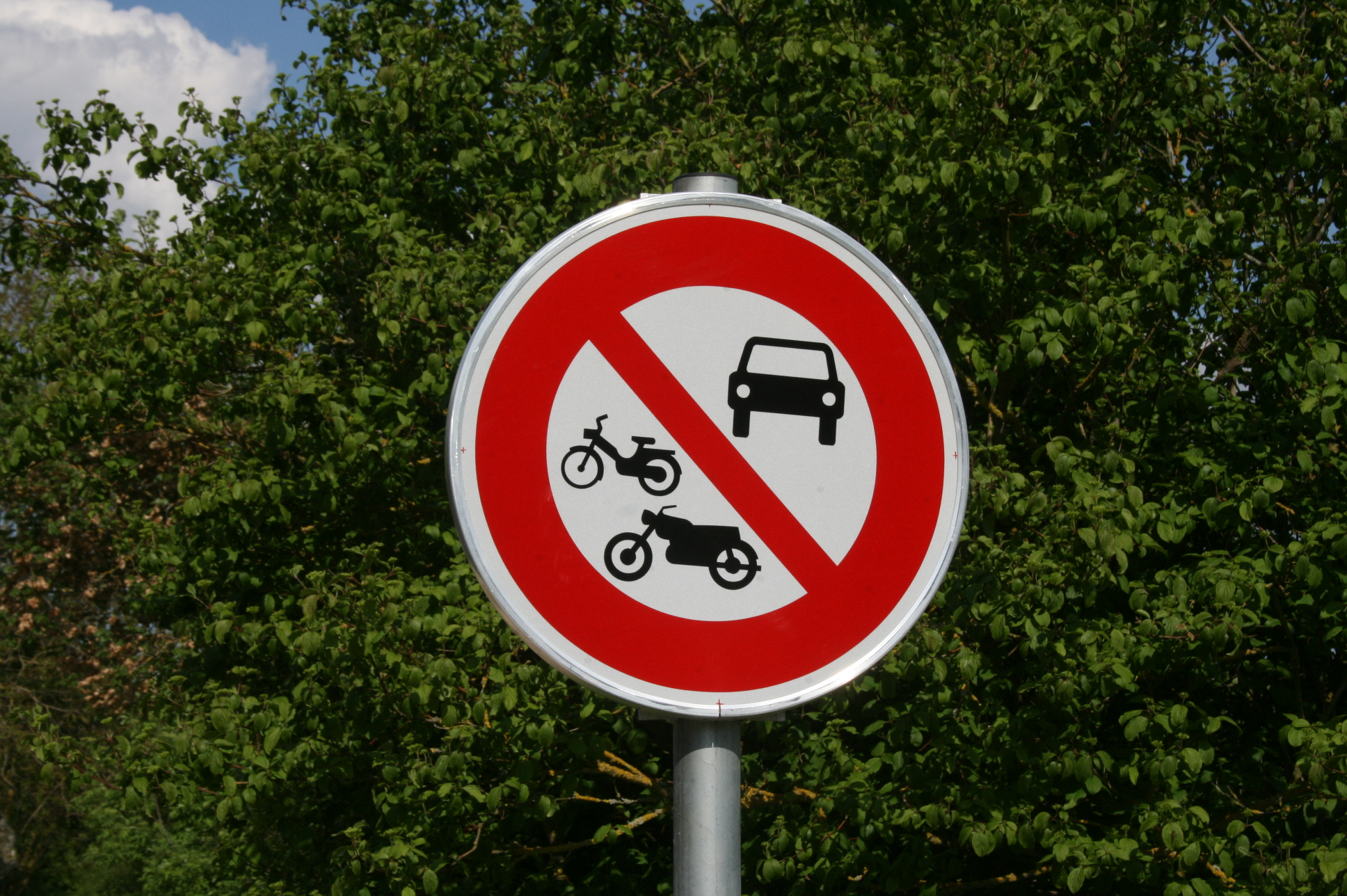
Panneau B7b employé seul.
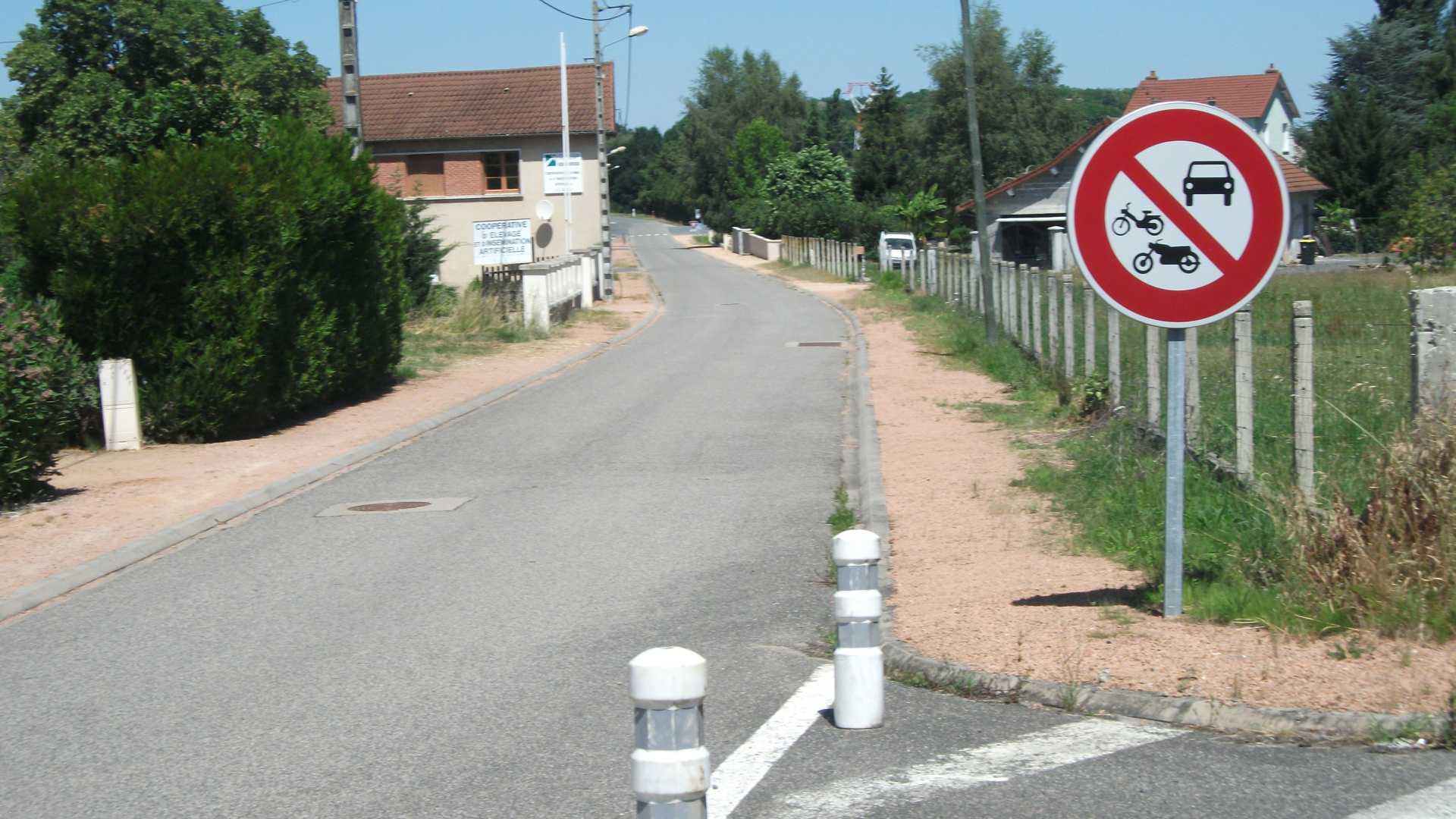
Rue interdite à tous les véhicules à moteur. Or, tout véhicule peut circuler dans le sens inverse. En l’occurrence, la circulation des véhicules sans moteur est autorisée dans les deux sens.
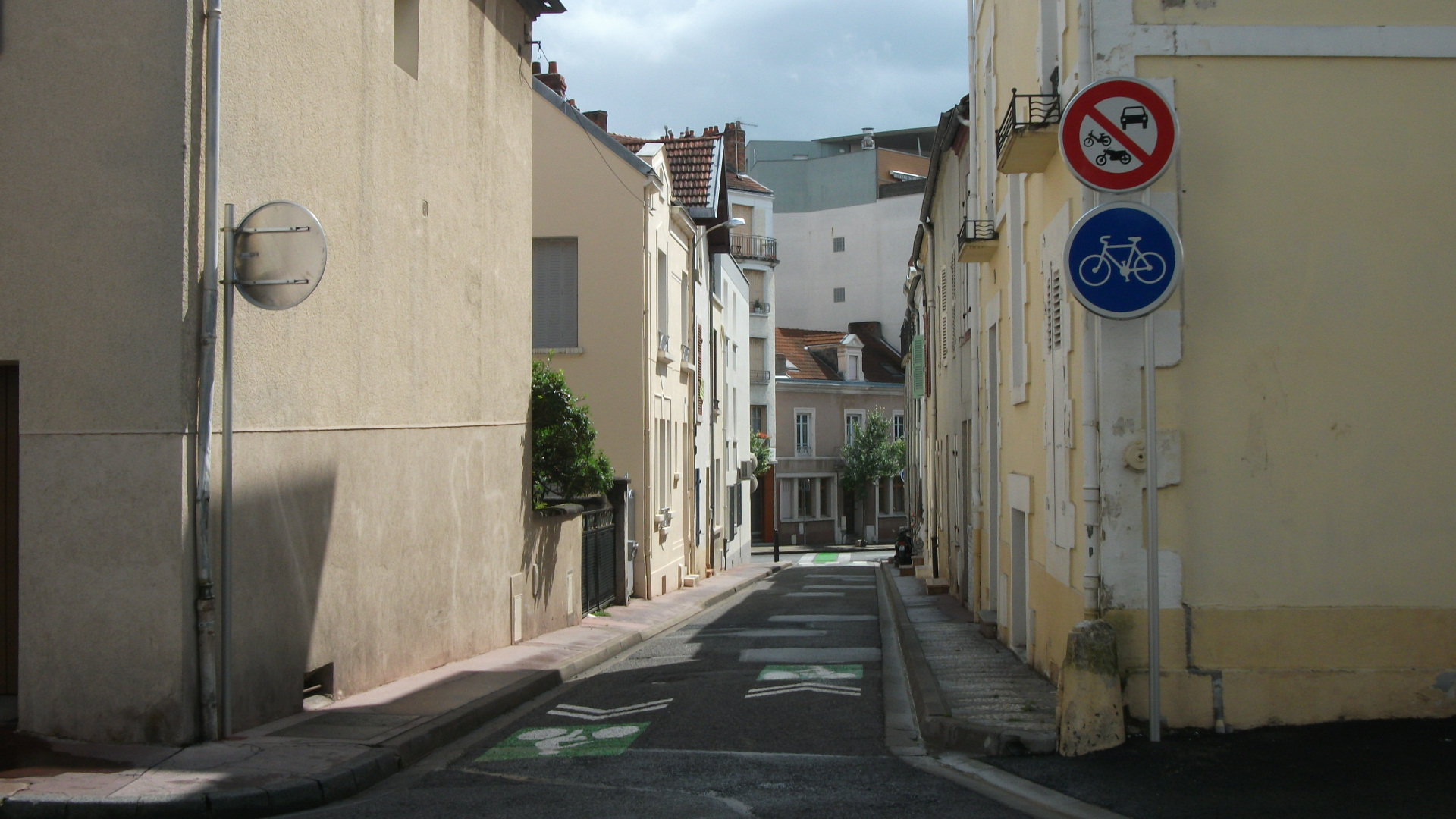
Les véhicules sans moteur peuvent emprunter cette rue. (Un autre panneau oblige aux cyclistes d’emprunter cette rue).
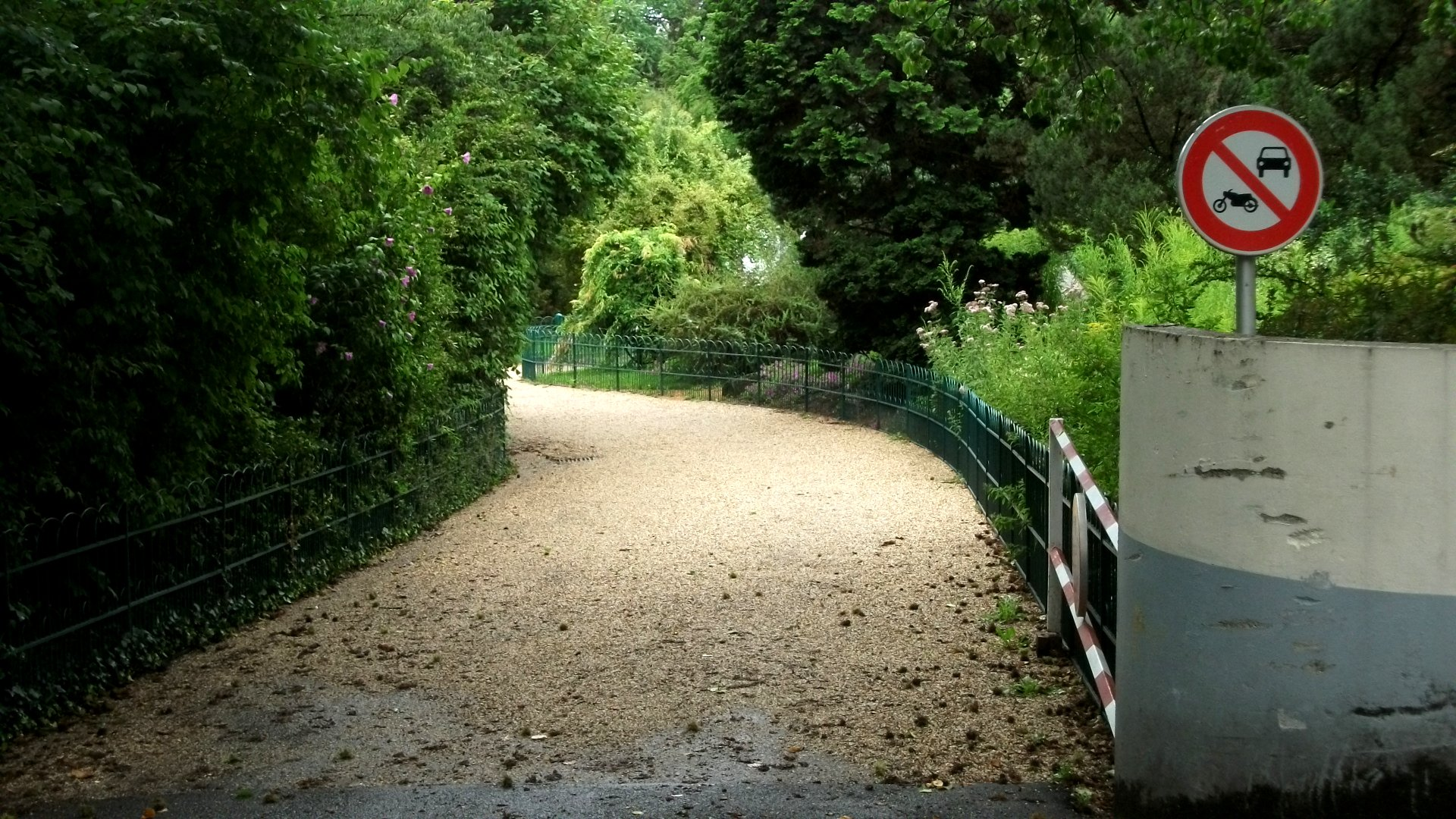
Ce chemin est interdit aux véhicules à moteur sauf pour les cyclomoteurs.
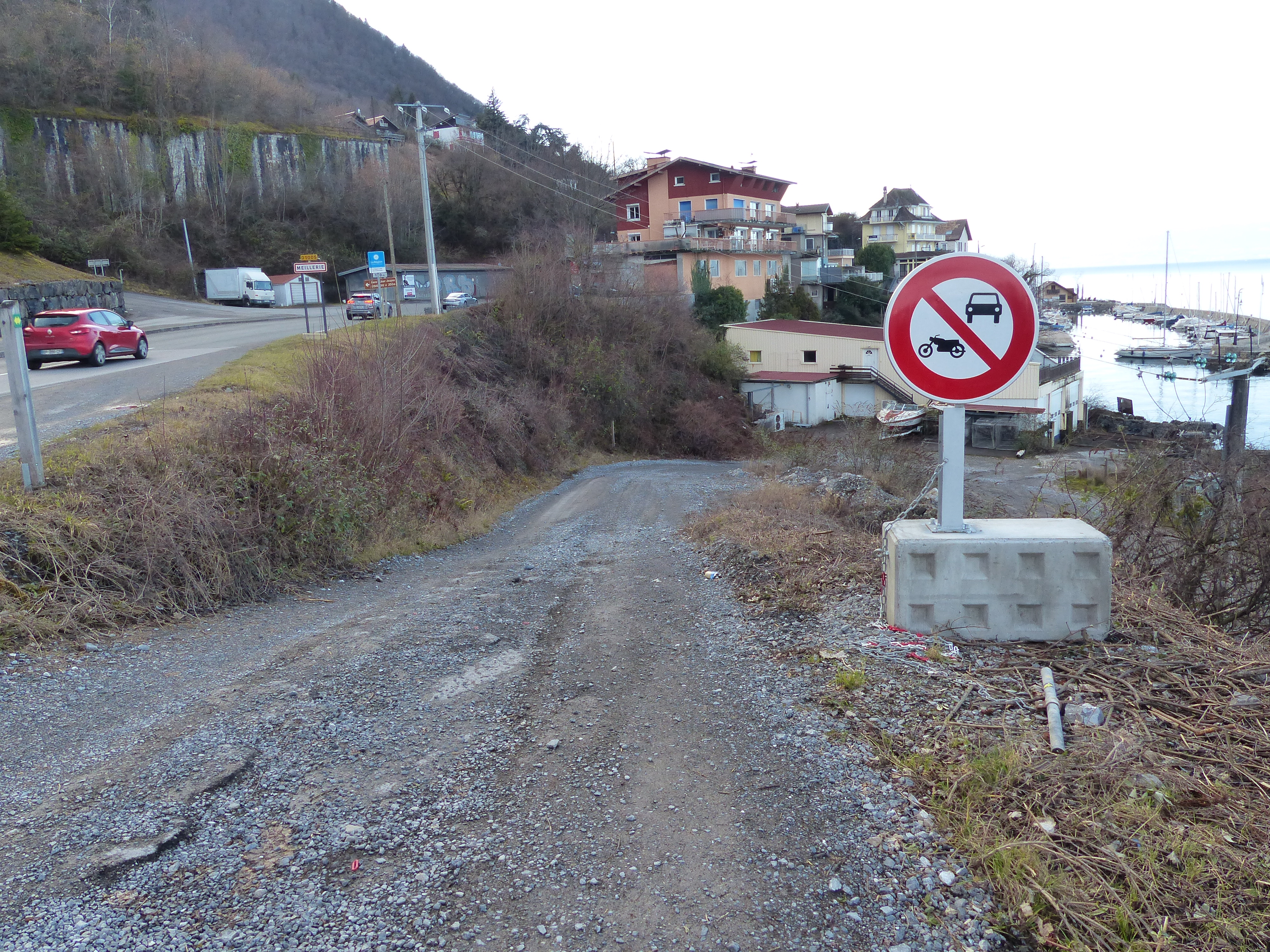
Ce chemin est aussi interdit aux véhicules à moteur sauf pour les cyclomoteurs.

## Histoire
Avec les débuts de l'automobile apparaissent les premiers panneaux. Celui relatif à la circulation interdite a connu en France de multiples vicissitudes. Son ancêtre est constitué d'une inscription noire sur fond jaune, apparu lors du premier congrès international de la route qui se tient à Paris en 1908. Il est ensuite proposé sous la forme d'un disque rouge par l'union internationale des villes suisses et l'Association internationale des automobiles-clubs comme une interdiction de passer pour tous les véhicules.
Le disque peut contenir des symboles selon les besoins (cycliste, cavalier, camion, etc.).
Il est officialisé en 1931 sous trois formes : « circulation interdite aux automobiles » avec le symbole d'une voiture, « circulation interdite aux motocyclettes » avec le symbole d'une moto et « interdiction pour tous véhicules automobiles » avec les deux symboles.
En 1954, les trois modèles fusionnent en un seul « interdit à toutes automobiles et motocyclettes ». Le modèle figure dans le fascicule Nouvelle signalisation routière édité par le Ministère des Travaux Publics, des Transports et du Tourisme, annexé au code de la route de 1954. La barre rouge est horizontale, le symbole « automobile » est au-dessus, le symbole « motocyclette » est au-dessus.
C'est en 1977, qu'apparaissent les deux modèles actuels.

## Caractéristiques
Il existe cinq gammes de dimensions de panneaux de priorité.

## Implantation
Les panneaux de prescription du type B6 sont placés au voisinage immédiat de l'endroit où la prescription commence à s'imposer et du côté où le stationnement ou l'arrêt est interdit ou réglementé. Ils doivent être répétés après chaque intersection autre que celles avec des voies privées non ouvertes à la circulation publique ou des chemins de terre.

### Distance latérale

Implantation d'un panneau de prescription sur accotement en rase campagne

Sauf contrainte de site, la distance entre l'aplomb de l'extrémité du panneau situé du côté de la chaussée et la rive voisine de cette extrémité ne doit pas être inférieure à 0,70 m.
En rase campagne, les panneaux sont placés en dehors de la zone située en bord de chaussée et traitée de telle façon que les usagers puissent y engager une manœuvre de redirection ou de freinage dite « zone de récupération », ou leur support au minimum à 2 m du bord voisin de la chaussée, à moins que des circonstances particulières s'y opposent (accotements étroits, présence d'une plantation, d'une piste cyclable, d'une voie ferrée, etc.).
En agglomération, les panneaux sont placés de manière à minimiser la gêne des piétons.
Le support d'un signal peut aussi être implanté sur une propriété riveraine ou ancré à une façade après accord du propriétaire ou par application si cela est possible en vertu du décret-loi du 30 octobre 1935 et du décret 57-180 du 16 février 1957.

### Hauteur au-dessus du sol
En rase campagne, la hauteur réglementaire est fixée en principe à 1 m (si plusieurs panneaux sont placés sur le même support, cette hauteur est celle du panneau inférieur), hauteur assurant généralement la meilleure visibilité des panneaux frappés par les feux des véhicules. Elle peut être modifiée compte tenu des circonstances locales soit pour assurer une meilleure visibilité des panneaux, soit pour éviter qu'ils masquent la Circulation.
En agglomération, lorsqu’il y a un éclairage public, les panneaux peuvent être placés à une hauteur allant jusqu'à 2,30 m pour tenir compte notamment des véhicules qui peuvent les masquer, ainsi que de la nécessité de ne gêner qu'au minimum la circulation des piétons.

### Position de la face
Le plan de face avant d'un panneau implanté sur accotement ou trottoir doit être légèrement incliné de 3 à 5° vers l'extérieur de la route afin d'éviter le phénomène de réflexion spéculaire qui peut, de nuit, rendre le panneau illisible pendant quelques secondes.

## Visibilité de nuit
Les panneaux et panonceaux de signalisation doivent être visibles et garder le même aspect de nuit comme de jour. Les signaux de danger sont tous rétroréfléchissants ou éventuellement dans certaines conditions définies ci-dessous, éclairés.
Les revêtements rétroréfléchissants doivent avoir fait l'objet, soit d'une homologation, soit d'une autorisation d'emploi à titre expérimental. La rétroréflectorisation porte sur toute la surface des panneaux et panonceaux à l'exception des parties noires ou grises.